# Pegmatit

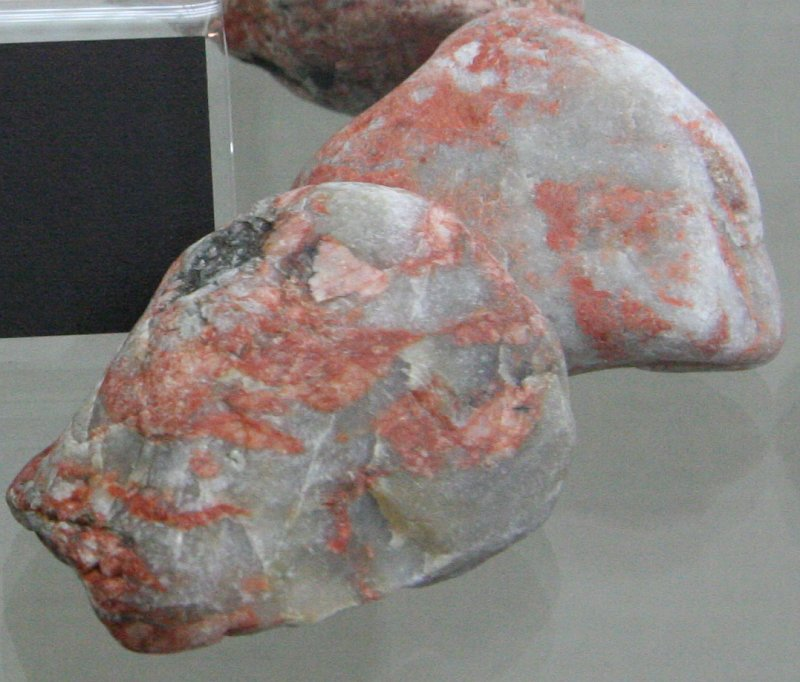
Pegmatit.

Pegmatit är en silikatbergart som är sammansatt av mycket stora mineralkorn. Mineralkornen som vanligen har en storlek på mellan någon centimeter upp till några decimeter i genomskärning (i vissa fall kan de även bli meterstora) består främst av kvarts, kalifältspat och natronfältspat.
Pegmatit har i de flesta fall kristalliserat ur lösningar som blivit kvar i sprickor och håligheter efter olika graniters bildning ur magmor. Pegmatit kan också bildas genom förflyttning av mineralbildande grundämnen (främst kisel, syre, aluminium och kalium) in i sprickor från den fasta berggrunden på båda sidor om sprickorna. För att en sådan förflyttning ska äga rum fordras dock en temperatur på flera hundra grader.
Pegmatit har ofta koncentrationer av sällsynta grundämnen som bor, beryllium, litium samt olika radioaktiva grundämnen. 

## Förekomst
Bergarten förekommer spritt över hela Sverige, ej sällan tillsammans med aplit och skriftgranit. Brytvärda förekomster finns även längs Norges sydkust.

## Användning
Pegmatitens kvartskorn kommer till användning vid glastillverkning och fältspaten i lervaruindustrin. På vissa håll kan man också utvinna glimmer i stora skivor ur pegmatiten.